# Selección de baloncesto de Angola
La selección de baloncesto de Angola es el equipo formado por jugadores de nacionalidad angoleña que representa a la Federación Angoleña de Baloncesto en las competiciones internacionales organizadas por la Federación Internacional de Baloncesto (FIBA) o el Comité Olímpico Internacional (COI): los Juegos Olímpicos, la Copa Mundial de Baloncesto y el AfroBasket.
Angola ha sido miembro de FIBA desde 1979. Ocupando el puesto 23 en el Ranking Mundial FIBA, Angola es el mejor equipo de FIBA África y un competidor habitual en los Juegos Olímpicos y la Copa Mundial FIBA. Es la selección más fuerte del continente africano, habiéndose llevado 11 FIBA AfroBasket de los últimos 16 disputados. Angola es el único país africano donde el baloncesto es considerado como el deporte rey.

## Historia
Angola disputó su primer partido oficial contra Nigeria, bajo la dirección del entrenador Victorino Cunha, el 1 de febrero de 1976, tras perder 62–71.

## Competiciones internacionales
Angola ha competido en muchas competiciones internacionales, incluidos los Juegos Olímpicos de Barcelona de 1992, los Juegos Olímpicos de Atlanta de 1996, los Juegos Olímpicos de Sídney de 2000, el Campeonato Mundial de 2002, los Juegos Olímpicos  de 2004, el Campeonato Mundial de 2006, el Campeonato Mundial de 2010 y la Copa Mundial de Baloncesto de 2014, así como el Campeonato de FIBA África, donde el equipo ha ganado 11 de los últimos 16 campeonatos, el primero en 1989 y el más reciente en 2013. Además, ganaron el torneo en los Juegos Africanos de 1987, Juegos Africanos de 2003, y Juegos Panafricanos de 2007.

### Campeonato Mundial FIBA 2006
Angola compitió en el Campeonato Mundial de 2006 en el Grupo B, junto a Alemania, Japón, Nueva Zelanda, Panamá y España. En el juego de grupo, terminaron con 3 victorias (contra Panamá, Nueva Zelanda y Japón) y 2 derrotas (contra España y Alemania). Perdieron en la fase eliminatoria ante Francia, con un récord total de 3 victorias y 3 derrotas, lo que les sitúa en el noveno puesto general, por delante de la tradicional potencia del baloncesto Serbia y Montenegro.

### Copa Mundial FIBA 2014
Angola se clasificó para el evento al ganar el AfroBasket 2013, su undécimo título en 13 Campeonatos Africanos consecutivos. En la Copa Mundial FIBA 2014, Angola destacó especialmente por sus rebotes y robos. En ambas categorías, el campeón africano quedó entre los cinco primeros del Mundial.

## Plantilla
- Lista de jugadores convocados que disputaron la Copa Mundial de Baloncesto de 2023.[2]

| Angola                   | Angola            | Angola | Angola | Angola | Angola                        |
| Num                      | Jugador           | Pos    | Altura | Edad   | Equipo                        |
| ------------------------ | ----------------- | ------ | ------ | ------ | ----------------------------- |
| 0                        | Eduardo Francisco | A      | 2,00 m | 19     | Benfica                       |
| 1                        | Gerson Domingos   | E      | 1,79 m | 27     | Atlético Petroleros           |
| 2                        | Dimitri Maconda   | B      | 1,87 m | 21     | LWD Basket                    |
| 3                        | Gerson Gonçalves  | E      | 1,93 m | 27     | Atlético Petroleros           |
| 5                        | Childe Dundão     | B      | 1,67 m | 25     | Atlético Petroleros           |
| 8                        | Jilson Bango      | P      | 2,08 m | 24     | Basketball Löwen Braunschweig |
| 9                        | Leonel Paulo      | A      | 1,98 m | 37     | Sangalhos DC                  |
| 10                       | Antonio Monteiro  | A      | 2,06 m | 34     | Sporting CP                   |
| 13                       | João Fernandes    | P      | 2,00 m | 30     | Sporting CP                   |
| 20                       | Bruno Fernando    | P      | 2,06 m | 25     | Atlanta Hawks                 |
| 22                       | Silvio De Sousa   | AP     | 2,06 m | 24     | Aris                          |
| 34                       | Kevin Kokila      | P      | 2,05 m | 21     | JL Bourg Basket               |
| Entrenador: Josep Clarós |                   |        |        |        |                               |

## Partidos

### Próximos encuentros
| Fecha                   | Ciudad        | Competición                | Local                    |                                        | Resultado |                                        | Visitante                |
| ----------------------- | ------------- | -------------------------- | ------------------------ | -------------------------------------- | --------- | -------------------------------------- | ------------------------ |
| 26 de noviembre de 2021 | Benguela      | Clasificación Mundial 2023 | Costa de Marfil          | Bandera de Costa de Marfil             | 57:56     | Bandera de Angola                      | Angola                   |
| 27 de noviembre de 2021 | Benguela      | Clasificación Mundial 2023 | Angola                   | Bandera de Angola                      | 75:59     | Bandera de Guinea                      | Guinea                   |
| 28 de noviembre de 2021 | Benguela      | Clasificación Mundial 2023 | República Centroafricana | Bandera de la República Centroafricana | 48:78     | Bandera de Angola                      | Angola                   |
| 1 de julio de 2022      | Abiyán        | Clasificación Mundial 2023 | Angola                   | Bandera de Angola                      | 73:75     | Bandera de Costa de Marfil             | Costa de Marfil          |
| 2 de julio de 2022      | Abiyán        | Clasificación Mundial 2023 | Guinea                   | Bandera de Guinea                      | 65:85     | Bandera de Angola                      | Angola                   |
| 3 de julio de 2022      | Abiyán        | Clasificación Mundial 2023 | Angola                   | Bandera de Angola                      | 76:60     | Bandera de la República Centroafricana | República Centroafricana |
| 26 de agosto de 2022    | Abiyán        | Clasificación Mundial 2023 | Angola                   | Bandera de Angola                      | 84:62     | Bandera de Uganda                      | Uganda                   |
| 27 de agosto de 2022    | Abiyán        | Clasificación Mundial 2023 | Cabo Verde               | Bandera de Cabo Verde                  | 58:65     | Bandera de Angola                      | Angola                   |
| 28 de agosto de 2022    | Abiyán        | Clasificación Mundial 2023 | Angola                   | Bandera de Angola                      | 70:67     | Bandera de Nigeria                     | Nigeria                  |
| 24 de febrero de 2023   | Luanda        | Clasificación Mundial 2023 | Uganda                   | Bandera de Uganda                      | 49:82     | Bandera de Angola                      | Angola                   |
| 25 de febrero de 2023   | Luanda        | Clasificación Mundial 2023 | Angola                   | Bandera de Angola                      | 80:67     | Bandera de Cabo Verde                  | Cabo Verde               |
| 26 de febrero de 2023   | Luanda        | Clasificación Mundial 2023 | Nigeria                  | Bandera de Nigeria                     | 59:65     | Bandera de Angola                      | Angola                   |
| 25 de agosto de 2023    | Bocaue        | Copa Mundial 2023          | Angola                   | Bandera de Angola                      | 67:81     | Bandera de Italia                      | Italia                   |
| 27 de agosto de 2023    | Ciudad Quezon | Copa Mundial 2023          | Filipinas                | Bandera de Filipinas                   | 70:80     | Bandera de Angola                      | Angola                   |
| 29 de agosto de 2023    | Ciudad Quezon | Copa Mundial 2023          | Angola                   | Bandera de Angola                      | 67:75     | Bandera de la República Dominicana     | República Dominicana     |
| 31 de agosto de 2023    | Ciudad Quezon | Copa Mundial 2023          | Angola                   | Bandera de Angola                      | 76:83     | Bandera de la República Popular China  | China                    |
| 2 de septiembre de 2023 | Ciudad Quezon | Copa Mundial 2023          | Angola                   | Bandera de Angola                      | 78:101    | Bandera de Sudán del Sur               | Sudán del Sur            |

## Historial

### Copa Mundial
Resultado General: 24.º puesto
| Copa Mundial de Baloncesto |
| --- |
| - 1950: No calificó - 1954: No calificó - 1959: No calificó - 1963: No calificó - 1967: No calificó - 1970: No calificó - 1974: No calificó - 1978: No calificó - 1982: No calificó - 1986: 20° Lugar - 1990: 13° Lugar - 1994: 16° Lugar - 1998: No calificó - 2002: 11° Lugar - 2006: 9° Lugar - 2010: 15° Lugar - 2014: 17° Lugar - 2019: 27° Lugar - 2023: 26° Lugar - 2027: TBD |

### Juegos Olímpicos
| Baloncesto en los Juegos Olímpicos |
| --- |
| - Berlín 1936: No calificó - Londres 1948: No calificó - Helsinki 1952: No calificó - Melbourne 1956: No calificó - Roma 1960: No calificó - Tokio 1964: No calificó - México 1968: No calificó - Múnich 1972: No calificó - Montreal 1976: No calificó - Moscú 1980: No calificó - Los Ángeles 1984: No calificó - Seúl 1988: No calificó - Barcelona 1992: 10° Lugar - Atlanta 1996: 11° Lugar - Sídney 2000: 12° Lugar - Atenas 2004: 12° Lugar - Pekín 2008: 12° Lugar - Londres 2012: No calificó - Río 2016: No calificó - Tokio 2020: No calificó - París 2024: No calificó |

### AfroBasket
| Afrobasket | Afrobasket        | Afrobasket | Afrobasket        | Afrobasket | Afrobasket       |
| ---------- | ----------------- | ---------- | ----------------- | ---------- | ---------------- |
| 1962:      | No calificó       | 1964:      | No calificó       | 1965:      | No calificó      |
| 1968:      | No calificó       | 1970:      | No calificó       | 1972:      | No calificó      |
| 1974:      | No calificó       | 1975:      | No calificó       | 1978:      | No calificó      |
| 1980:      | 7° Lugar          | 1981:      | 10° Lugar         | 1983:      | Medalla de plata |
| 1985:      | Medalla de plata  | 1987:      | Medalla de bronce | 1989:      | Medalla de oro   |
| 1992:      | Medalla de oro    | 1993:      | Medalla de oro    | 1995:      | Medalla de oro   |
| 1997:      | Medalla de bronce | 1999:      | Medalla de oro    | 2001:      | Medalla de oro   |
| 2003:      | Medalla de oro    | 2005:      | Medalla de oro    | 2007:      | Medalla de oro   |
| 2009:      | Medalla de oro    | 2011:      | Medalla de plata  | 2013:      | Medalla de oro   |
| 2015:      | Medalla de plata  | 2017:      | 7° Lugar          |            |                  |

## Palmarés
- AfroBasket:
  -   Campeón (11): 1989, 1992, 1993, 1995, 1999, 2001, 2003, 2005, 2007, 2009, 2013
  -  Subcampeón (4): 1983, 1985, 2011, 2015
  -  Tercer lugar (2): 1987, 1997

- Juegos Africanos:
  -   Campeón (3): 1987, 2007, 2015
  -  Subcampeón (1): 1999
  -  Tercer lugar (2): 2003, 2011

- AfroCan:
  -  Tercer lugar (1): 2019